# Jai Angsuthasawit
Jai Angsuthasawit, né le 16 février 1995 à Adélaïde, en Australie, est un coureur cycliste australo-thaïlandais. Spécialiste de la vitesse sur piste, il a notamment remporté le keirin aux Jeux asiatiques de 2018. 

## Biographie
En 2013, Jai Angsuthasawit devient champion du monde  de vitesse par équipes chez les juniors (moins 19 ans), avec les deux Australiens Patrick Constable et Alexander Radzikiewicz. En 2016, il remporte le titre australien en vitesse par équipes, aux côtés de Constable et de Matthew Glaetzer.
En 2017, Angsuthasawit, qui possède à la fois un passeport australien et thaïlandais, décide de rejoindre l'association cycliste thaïlandaise. À partir du printemps 2018, il est entraîné par le multiple champion d'Asie malaisien Josiah Ng. Aux Jeux asiatiques de Jakarta, disputé  en août de la même année, il remporta le keirin. En finale, il crée la surprise en devançant le favori japonais Yudai Nitta et le compatriote de Ng et ancien rival de longue date Azizulhasni Awang. Il devient à cette occasion le premier Thaïlandais à remporter une médaille d'or en cyclisme sur piste aux Jeux asiatiques,.
Grâce à sa régularité lors de la saison de Coupe du monde 2019-2020, il remporte le classement général du keirin.

## Palmarès sur piste

### Championnats du monde
| Édition / Épreuve      | Keirin | Vitesse par équipes                 |
| Glasgow 2013 (juniors) |        | Or (avec Constable et Radzikiewicz) |
| Berlin 2020            | 13e    |                                     |

### Coupe du monde
- 2019-2020
  - Classement général du keirin

### Coupe des nations
- 2022
  - 2e du keirin à Cali

### Jeux asiatiques
- Jakarta  2018
  -  Médaillé d'or du keirin

### Championnats d'Océanie
| Édition / Épreuve | Keirin | Vitesse individuelle | Vitesse par équipes |
| Adélaïde 2014     |        |                      | Bronze              |
| Invercargill 2015 | 8e     | 9e                   | Bronze              |
| Melbourne 2016    | 6e     |                      |                     |

### Championnats nationaux
- 2015
  - 2e du championnat d'Australie de vitesse par équipes
  - 3e du championnat d'Australie de keirin
- 2016
  -  Champion d'Australie de vitesse par équipes
- 2018
  -  Champion de  Thaïlande du keirin
  -  Champion de  Thaïlande de vitesse individuelle
- 2018
  -  Champion de  Thaïlande du keirin